# Евокси (ТВ серија)
Евокси су измишљена бића налик медведићима која се појављују у филму Ратови Звезда: Повратак џедаја. Евокси живе на шумовитом месецу Ендору. У овом делу Звезданих ратова, Евокси помажу Луку Скајвокеру и пријатељима у борби против Империје. Касније је снимљено неколико телевизијских серија, као и анимирани филм где су Евокси главни јунаци. Такође, написано је неколико књига и направљено више видео игара са овом темом.

## Цртана серија
Евокси (енгл. Ewoks) је канадско-америчка анимирана серија приказивана од 7. септембра 1985. до 13. децембра 1986. на АБЦ мрежи.
Евокси живе у насељу које је читаво на дрвећу. Заштитници су шуме, а за сваког Евокса се на рођењу посади по једно дрво. Главни непријатељи су и им Дулокси, ружна бића која живе у мочвари. Главни ликови су деца Евокси која често упадају у разне невоље и упуштају се у многобројне пустоловине.
Цртана серија Евокси емитована је и на територији бивше Југославије, преко мреже ЈРТ-а, синхронизацију урадила ТВ Сарајево. Премијерно касних 80-тих, а репризирана је и почетком 90-тих уочи почетка грађанског рата у БиХ.

## Главни ликови цртане серије
- Викет - главни лик. Симпатичан, неспретан, весео и храбар Евокс;
- Принцеза Кнеса - кћер краља Чирпе. Викетова најбоља другарица и симпатија;
- Тибо - Викетов најбољи друг, ученик врача Логреја;
- Латара - Кнесина најбоља другарица, Тибова симпатија;
- Краљ Чирпа - поглавица Евокса. Кнесин Отац. Мудар и храбар поглавар Евокса;
- Врач Логреј - чаробњак Евокса. Помаже својом магијом и мудрим саветима у тренуцима тешким по племе.